# Neha Uberoi
Ne pas confondre avec Shikha Uberoi, sa sœur aînée également joueuse de tennis.
Neha Uberoi (née le 6 février 1986) est une joueuse de tennis américaine, professionnelle depuis 2003.
Elle est la sœur cadette de Shikha, indienne, elle aussi joueuse de tennis.

## Palmarès

### Titre en double dames
Aucun

### Finales en double dames
| No | Date       | Nom et lieu du tournoi               | Catégorie | Dotation  | Surface    | Vainqueures                              | Partenaire    | Score     |          |
| -- | ---------- | ------------------------------------ | --------- | --------- | ---------- | ---------------------------------------- | ------------- | --------- | -------- |
| 1  | 19-09-2005 | Sunfeast Open Calcutta               | Tier III  | 170 000 $ | Dur (int.) | Elena Likhovtseva Anastasia Myskina      | Shikha Uberoi | 6-1, 6-0  | Parcours |
| 2  | 26-09-2005 | International Women’s Open Guangzhou | Tier III  | 170 000 $ | Dur (ext.) | Maria Elena Camerin Emmanuelle Gagliardi | Shikha Uberoi | 7-65, 6-3 | Parcours |

## Parcours en Grand Chelem

### En simple
N'a jamais participé à un tableau final.

### En double dames
| Année | Open d'Australie | Open d'Australie | Internationaux de France | Internationaux de France | Wimbledon | Wimbledon | US Open                       | US Open                     |
| ----- | ---------------- | ---------------- | ------------------------ | ------------------------ | --------- | --------- | ----------------------------- | --------------------------- |
| 2004  | -                | -                | -                        | -                        | -         | -         | 1er tour (1/32) Shikha Uberoi | E. Daniilídou K. Srebotnik  |
| 2005  | -                | -                | -                        | -                        | -         | -         | 2e tour (1/16) Ahsha Rolle    | A.-L. Grönefeld Navrátilová |
| 2006  | -                | -                | -                        | -                        | -         | -         | 1er tour (1/32) Angela Haynes | Liezel Huber Sania Mirza    |

Sous le résultat, la partenaire ; à droite, l’ultime équipe adverse.

## Classements WTA en fin de saison

### En simple
| Année | 2000 | 2001 | 2002 | 2003 | 2004 | 2005 | 2006 | 2007 | 2008 |
| Rang  | 1157 | 1151 | 787  | 446  | 312  | 303  | 223  | 317  | 470  |

Source : (en) « Classements de Neha Uberoi », sur le site officiel du WTA Tour

### En double
| Année | 2000 | 2001 | 2002 | 2003 | 2004 | 2005 | 2006 | 2007 | 2008 |
| Rang  | 843  | 843  | 750  | 487  | 401  | 134  | 164  | 193  | 347  |

Source : (en) « Classements de Neha Uberoi », sur le site officiel du WTA Tour